# 大口蓋動脈
大口蓋動脈（だいこうがいどうみゃく）は、頭部の動脈。硬口蓋、上顎の歯、鼻中隔下方に栄養を供給する。

## 経路
翼口蓋管に置いて、下行口蓋動脈より出る枝の一つ。大口蓋孔より出、硬口蓋の歯槽隆起内側にある溝を通り、切歯窩から切歯管を上り、蝶口蓋動脈中隔後鼻枝と吻合する。

## 臨床
下鼻甲介後端付近の骨部分欠損のため、鼻出血の原因が大口蓋動脈であることもある。